# Controlador de DJ

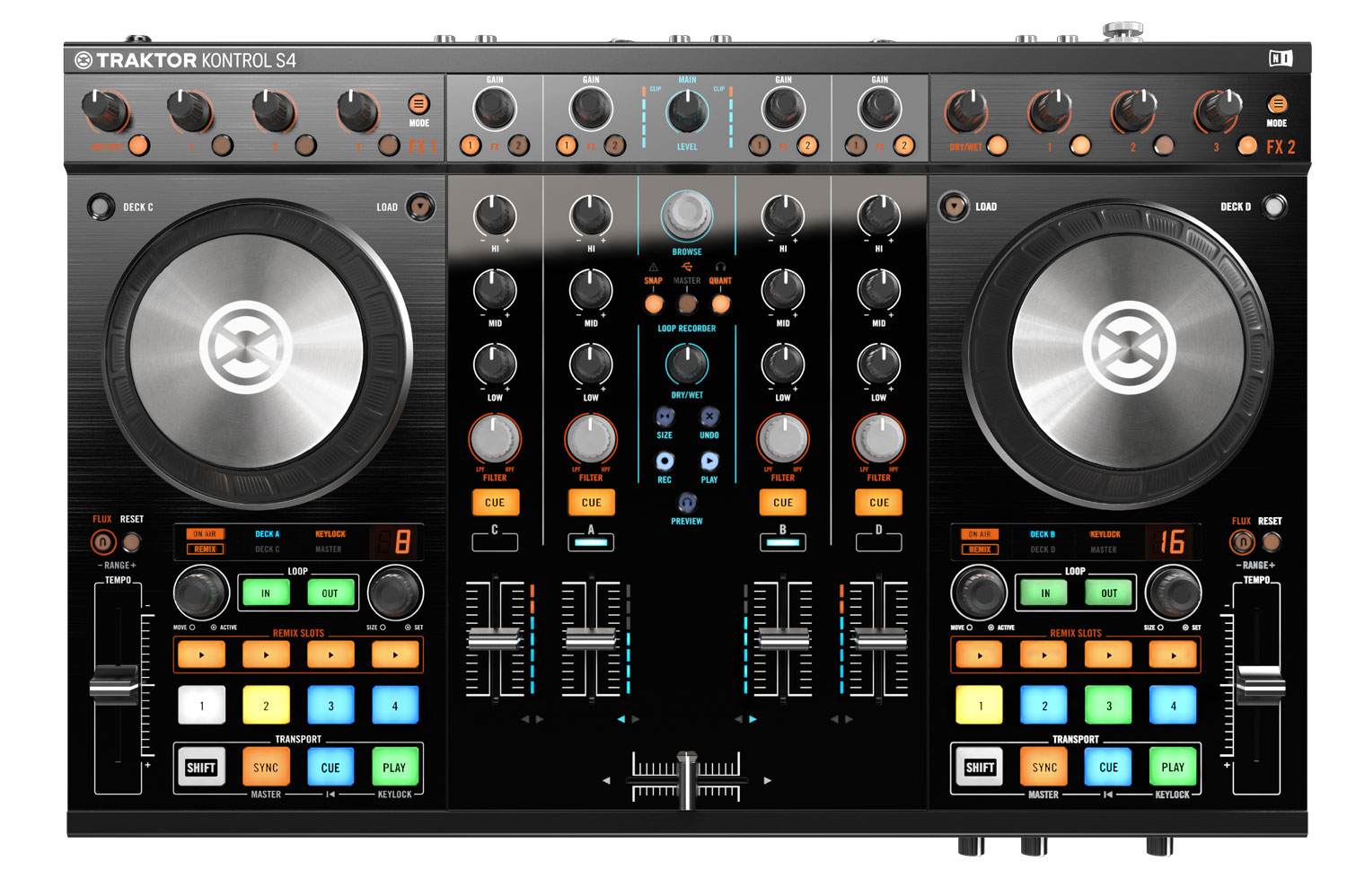
Controlador de DJ.

Un controlador DJ, también llamado controlador (o controladora) mezclador DJ, es un instrumento musical utilizado para que los disc-jockeys (DJs) mezclen música con un determinado software, usando como elementos de control dos consolas o decks, para las dos partes de la mezcla; dos jog wheel, ruedas para crear efectos o modificar la velocidad; dos faders o niveles de volumen; un crossfader o deslizador para mezclar los dos decks; y botones para ecualización, para carga de canciones, efectos, o variación de velocidad (pitch). Otros elementos que suelen llevar son una salida de auriculares para oír la canción que se va a cargar mientras está sonando la anterior, una salida USB para ordenador, y una entrada para línea o micrófono.
Suelen proporcionar un control más fácil del software que el teclado de ordenador y el touchpad en un portátil, o el touchscreen en tabletas y teléfonos inteligentes. Los controladores DJ no mezclan señales de audio como los DJ mixers, sino que envían señales a un ordenador para gestionar un programa de mezcla de canciones.
Algunos controladores DJ pueden funcionar de forma autónoma, sin ordenador, o como tarjeta de sonido, para grabación o escucha. La conexión del controlador DJ con el ordenador suele ser a través de USB, y también utilizan el protocolo MIDI. 
La mayoría de los controladores DJ giran
```
dos reproductores de música y un DJ mixer (por eso también se les conoce con el nombre de controlador mezclador DJ). Aun así, los controladores DJ son mucho más baratos que dos reproductores más un mixer. Además pueden aprovechar la potencia de programas de ordenador, e incluso ser usados con funciones diferentes de las predeterminadas por el fabricante.
```

Los controladores están diseñados para ser utilizados en estudio o en directo con software como Ableton Live u otro software para DJs. Algunos controladores DJ, como el Novation Dicers, están diseñados para ser utilizados con discos de vinilo. 
Normalmente, los controladores DJ están diseñados para trabajar con uno o varios programas de software aprobados por el fabricante. La mayoría de controladores utilizan el estándar MIDI, por lo que normalmente otro software puede trabajar con ellos, aunque puede llevar trabajo adaptarlo a otros programas no contemplados por el fabricante.

## Historia
Algunos ejemplos de primeros controladores DJ son el Hércules DJ, creado por Guillemot en 2004, el cual presenta una tarjeta de sonido de 6 canales y puertos MIDI, y sus tradicionales jog wheels, faders, crossfader y demás botones de control. En 2007, Vestax produjo un controlador específicamente diseñado para DJing, el VCI-100, que emuló dos reproductores y un DJ mixer, siendo construido con componentes de calidad. Muchos fabricantes se dieron cuenta del éxito del VCI-100 y empezaron a vender dispositivos similares propios. A diferencia del original VCI-100, algunos de aquellos dispositivos integraban tarjetas de sonido.
En 2009, Pioneer produjo modelos nuevos de sus populares controladores CDJ, el CDJ-2000 y CDJ-900.
En 2010, Native Instruments creó el Traktor Kontrol S4, que usó alta resolución y un protocolo de MIDI para conseguir un rendimiento superior al de los clásicos jog wheels. El Mk2 Kontrol S4, creado en 2013, usa el estándar HID para comunicarse con el ordenador.